# Scott Mechlowicz
Scott David Mechlowicz , né le 17 janvier 1981 à New York, est un acteur américain.

## Filmographie
- 2004 : Eurotrip
- 2005 : Mean Creek
- 2006 : Le Guerrier pacifique
- 2007 : Gone
- 2010 : Undocumented
- 2011 : Cat Run
- 2012 : Eden